# Johann Friedrich Ahlers
Johann Friedrich Ahlers auch: Friedrich Johann Ahlers; * um 1756 in Hannover; † 1815 oder später) war ein deutscher Landbaumeister mit Wirkungsorten in Bremen und Verden an der Aller.

## Leben
Der während der Personalunion zwischen Großbritannien und Hannover zur Zeit des Kurfürstentums Hannover um 1756 in Hannover geborene Ahlers soll zunächst in seiner Geburtsstadt sowie in Göttingen an der dortigen Universität studiert haben.
Im Jahr 1788 wurde Ahlers „im Departement Bremen und Verden“ zum „Landbaukonducteur“ im Distrikt des seinerzeitigen Landbaumeisters Christian Georg Vick ernannt.
1815 wurde Ahlers zunächst zum Landbauverwalter ernannt, bevor er bei seinem Abschied in den Ruhestand den Titel eines Landbaumeisters verliehen bekam.
Ahlers veröffentlichte mehrere Beiträge in den Zeitschriften Cellesche Landes-Annalen sowie im Hannöverischen Magazin.

## Schriften
- Etwas von der Niederochtenhauser Windöhlmühle im Amte Bremervörde. In: Cellesche Landes-Annalen, 5. Jahrgang, Ausgabe 3, S. 581–584
- Bemerkungen über die russischen Scheuern das Getraide zu trocknen, bevor es ausgedroschen wird. In: Hannöverisches Magazin, 1815, S. 1097–1102
- Bemerkungen über das Berappen äußerer Wände hölzerner Gebäude, als Sicherungsmittel gegen Schlagregen, zur Belehrung und Warnung für Bauunkundige. In: Hannöverisches Magazin, 1817, S. 665–679